# Clarksville (Neuseeland)
Clarksville, auch als Clarksville Junction bekannt, ist eine kleine Siedlung in der Region Otago auf der Südinsel von Neuseeland.

## Geographie
Die Siedlung liegt drei Kilometer südwestlich des Stadtzentrums von Milton an der Abzweigung des New Zealand State Highway 8 vom New Zealand State Highway 1.

## Geschichte
Bis in das Jahr 1968 war die Siedlung auch Eisenbahnknotenpunkt, an dem der Roxburgh Branch von der South Island Main Trunk Railway abzweigte. 1907 wurde eine 2,8 km lange Strecke parallel zur Hauptstrecke bis nach Milton gebaut, um den Eisenbahnbetrieb zu verbessern. Bis zur Schließung dieser Teilstrecke am 19. September 1960 war eher Milton als Clarksville der Anschlusspunkt.